# ناکوکی لیزری
در فیزیک نوری، ناکوک کردن لیزری عبارت است از تنظیمفرکانس لیزر به مقداری که کمی از فرکانس رزونانس سیستم کوانتومی دور است. به معنای کلمه، دتیون لیزر تفاوت بین فرکانس رزونانس سیستم و فرکانس نوری لیزر (یا طول موج) است. لیزرهای تنظیم شده با فرکانس پایین‌تر از فرکانس رزونانس، دتیون قرمز نامیده می‌شوند، و لیزرهای تنظیم شده در فرکانس بالای رزونانس، دتیون آبی نامیده می‌شوند.

## مثال
سیستمی را با فرکانس رزونانس {\displaystyle \omega _{0}} در نظر بگیرید که در فرکانس نوری طیف الکترومغناطیسی است. اگر این سیستم توسط یک لیزر با فرکانس{\displaystyle \omega _{L}} برانگیخته شود ({\displaystyle \omega _{L}}  نزدیک به {\displaystyle \omega _{0}} است) دتیون لیزری به شکل زیر تعریف می‌شود: {\displaystyle \Delta \omega \ {\overset {\underset {\mathrm {def} }{}}{=}}\ \omega _{L}-\omega _{0}} متداول‌ترین نمونه چنین سیستم‌هایی که مقدار رزونانس آنها در محدوده فرکانس ذکر شده‌است شامل: کاواک اپتیکی (فضای آزاد، فیبر یا لیزر میکروکاواک)، اتمها و دی الکتریکها یا نیمه رساناها است.

## کاربردها

### سرد سازی اتم‌ها با لیزر
که به آن سرمایش لیزری نیز می‌گویند.

### نوری
مشابه سرمایش لیزری اتمها، اثر دتیون کردن نقش مهمی در اپتومکانیک کاواک نیز بازی می‌کند که مثلاً در LIGO مورد استفاده قرار گرفته‌است.